# Catarina Frederica de Württemberg
Catarina Frederica Carlota de Württemberg (em alemão: Katharina Friederike Charlotte von Württemberg; Estugarda, 24 de agosto de 1821 - Estugarda, 6 de dezembro de 1898) foi uma filha do rei Guilherme I de Württemberg e da princesa Paulina Teresa de Württemberg. Era mãe do rei Guilherme II de Württemberg.

## Família
Catarina era a mais velha dos três filhos nascidos do terceiro casamento entre o rei Guilherme I de Württemberg com a sua prima, a princesa Paulina Teresa de Württemberg. Os seus dois irmãos eram o rei Carlos I de Württemberg e a princesa Augusta, duquesa de Saxe-Weimar-Eisenach. Também tinha duas meias-irmãs nascidas do segundo casamento do pai com a grã-duquesa Catarina Pavlovna da Rússia: as princesas Maria e Sofia, futura rainha-consorte dos Países Baixos.
Os avós paternos de Catarina eram o rei Frederico I de Württemberg e a duquesa Augusta de Brunswick-Wolfenbüttel e os seus avós maternos eram o duque Luís de Württemberg e a princesa Henriqueta de Nassau-Weilburg.

## Casamento e descendência
A 20 de novembro de 1845, Catarina casou-se com o seu primo, o príncipe Frederico de Württemberg, filho do príncipe Paulo de Württemberg e da princesa Carlota de Saxe-Hildburghausen. O casamento tinha como objectivo fortalecer os laços entre o ramo principal da família Württemberg e o próximo herdeiro do trono. O casal teve apenas um filho, que acabaria por suceder ao irmão de Carlota, Carlos, que morreu sem deixar herdeiros.
1. Guilherme II de Württemberg (25 de fevereiro de 1848 – 2 de outubro de 1921), casado primeiro com a princesa Maria de Waldeck e Pyrmont; com descendência. Casado depois com a duquesa Carlota de Schaumburg-Lippe; sem descendência.

## Últimos anos
Frederico morreu em 1870. Na década de 1880, Catarina foi descrita como "uma princesa viúva corpulenta, austera e velha (...) com um rosto vermelho e masculinizado e quase sempre vestida de purpura ou cor de malva". A princesa vivia frequentemente na Villa Seefeld, na Suíça. Neste local, Catarina era vizinha de outra família parente sua, os Teck, entre os quais se encontrava a futura rainha Maria do Reino Unido.
Catarina morreu vinte-e-oito anos depois do marido a 6 de dezembro de 1898 em Estugarda, a sua cidade natal.

## Genealogia
| Catarina Frederica de Württemberg | Pai: Guilherme I de Württemberg    | Avô paterno: Frederico I de Württemberg        | Bisavô paterno: Frederico II Eugénio, Duque de Württemberg                 |
| Catarina Frederica de Württemberg | Pai: Guilherme I de Württemberg    | Avô paterno: Frederico I de Württemberg        | Bisavó paterna: Frederica de Brandemburgo-Schwedt                          |
| Catarina Frederica de Württemberg | Pai: Guilherme I de Württemberg    | Avó paterna: Augusta de Brunsvique-Volfembutel | Bisavô paterno: Carlos Guilherme Fernando, Duque de Brunsvique-Volfembutel |
| Catarina Frederica de Württemberg | Pai: Guilherme I de Württemberg    | Avó paterna: Augusta de Brunsvique-Volfembutel | Bisavó paterna: Augusta da Grã-Bretanha                                    |
| Catarina Frederica de Württemberg | Mãe: Paulina Teresa de Württemberg | Avô materno: Luís, Duque de Württemberg        | Bisavô materno: Frederico II Eugénio, Duque de Württemberg                 |
| Catarina Frederica de Württemberg | Mãe: Paulina Teresa de Württemberg | Avô materno: Luís, Duque de Württemberg        | Bisavó materna: Frederica de Brandemburgo-Schwedt                          |
| Catarina Frederica de Württemberg | Mãe: Paulina Teresa de Württemberg | Avó materna: Henriqueta de Nassau-Weilburg     | Bisavô materno: Carlos Cristiano, Príncipe de Nassau-Weilburg              |
| Catarina Frederica de Württemberg | Mãe: Paulina Teresa de Württemberg | Avó materna: Henriqueta de Nassau-Weilburg     | Bisavó materna: Carolina de Orange-Nassau                                  |